# Saint-Cirgues-de-Prades
Pour les articles homonymes, voir Saint-Cirgues.
Saint-Cirgues-de-Prades est une commune française, située dans le département de l'Ardèche en région Auvergne-Rhône-Alpes.

## Géographie

### Situation et description
Saint-Cirgues-de-Prades est un petit village à l'aspect essentiellement rural positionné dans la partie méridionale du département de l'Ardèche dans un environnement de moyenne montagne.

### Communes limitrophes
Saint-Cirgues-de-Prades est limitrophe de cinq communes, toutes situées dans le département de l'Ardèche et réparties géographiquement de la manière suivante :

### Climat
Pour des articles plus généraux, voir Climat d'Auvergne-Rhône-Alpes et Climat de l'Ardèche.
En 2010, le climat de la commune est de type climat méditerranéen franc, selon une étude du CNRS s'appuyant sur une série de données couvrant la période 1971-2000. En 2020, Météo-France publie une typologie des climats de la France métropolitaine dans laquelle la commune est exposée à un climat de montagne ou de marges de montagne et est dans une zone de transition entre les régions climatiques « Provence, Languedoc-Roussillon » et « Sud-est du Massif Central ».
Pour la période 1971-2000, la température annuelle moyenne est de 11,4 °C, avec une amplitude thermique annuelle de 17,1 °C. Le cumul annuel moyen de précipitations est de 1 389 mm, avec 8,1 jours de précipitations en janvier et 4,8 jours en juillet. Pour la période 1991-2020, la température moyenne annuelle observée sur la station météorologique de Météo-France la plus proche, « Croix Millet », sur la commune de Prunet à 3 km à vol d'oiseau, est de 11,6 °C et le cumul annuel moyen de précipitations est de 1 590,2 mm,. Pour l'avenir, les paramètres climatiques de la commune estimés pour 2050 selon différents scénarios d'émission de gaz à effet de serre sont consultables sur un site dédié publié par Météo-France en novembre 2022.

### Hydrographie
Le territoire de la commune est bordé par la Salindre, principal affluent du Galeizon et donc sous affluent du fleuve le Rhône par le Gardon.

### Voies de communication
Le territoire communal n'est traversé par aucun axe routier de grande circulation mais quelques routes secondaires dont la RD323 et quelques routes vicinales.

## Urbanisme

### Typologie
Au 1er janvier 2024, Saint-Cirgues-de-Prades est catégorisée commune rurale à habitat dispersé, selon la nouvelle grille communale de densité à 7 niveaux définie par l'Insee en 2022.
Elle est située hors unité urbaine. Par ailleurs la commune fait partie de l'aire d'attraction d'Aubenas, dont elle est une commune de la couronne,. Cette aire, qui regroupe 68 communes, est catégorisée dans les aires de 50 000 à moins de 200 000 habitants,.

### Occupation des sols
L'occupation des sols de la commune, telle qu'elle ressort de la base de données européenne d’occupation biophysique des sols Corine Land Cover (CLC), est marquée par l'importance des forêts et milieux semi-naturels (73,4 % en 2018), une proportion identique à celle de 1990 (73,4 %). La répartition détaillée en 2018 est la suivante : 
forêts (67,6 %), zones urbanisées (19,2 %), prairies (7,4 %), milieux à végétation arbustive et/ou herbacée (5,8 %).
L'évolution de l’occupation des sols de la commune et de ses infrastructures peut être observée sur les différentes représentations cartographiques du territoire : la carte de Cassini (XVIIIe siècle), la carte d'état-major (1820-1866) et les cartes ou photos aériennes de l'IGN pour la période actuelle (1950 à aujourd'hui).

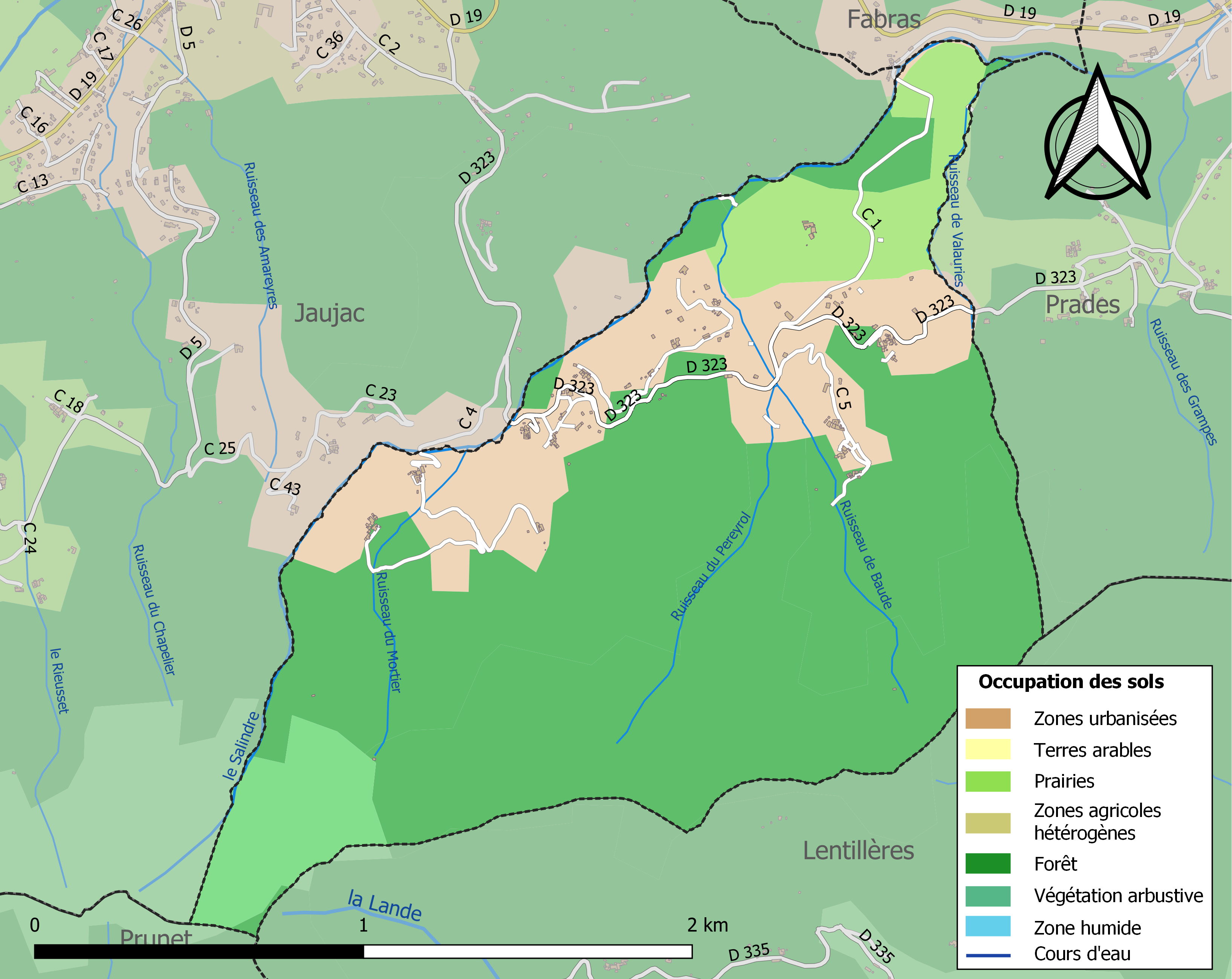
Carte des infrastructures et de l'occupation des sols de la commune en 2018 (CLC).

## Toponymie
Le nom de la commune provient de saint Cyr, honoré dans l'église paroissiale qui porte son nom, dont une des formes occitanes du nom est Cirgue. Le -s final ne s'explique pas par l'évolution phonétique normale de Cyricus, puisque dans les mots latins en -us, la consonne disparaît à date ancienne.

## Histoire
Pour un article plus général, voir Histoire de l'Ardèche.
La commune était anciennement dénommée Saint-Cirgues-de-Jaujac.

## Politique et administration

### Liste des maires
| Période                                  | Période                   | Identité        | Étiquette | Qualité      |
| ---------------------------------------- | ------------------------- | --------------- | --------- | ------------ |
| Les données manquantes sont à compléter. |                           |                 |           |              |
| avant 1995                               | ?                         | Lucien Aizac    |           |              |
| mars 2001                                | mars 2008                 | Blanche Aizac   |           |              |
| mars 2008                                | 2014                      | Max Ladet       |           |              |
| 2014                                     | En cours (au 6 août 2020) | Thierry Pallot, | SE        | Contremaître |

## Population et société

### Démographie
L'évolution du nombre d'habitants est connue à travers les recensements de la population effectués dans la commune depuis 1793. Pour les communes de moins de 10 000 habitants, une enquête de recensement portant sur toute la population est réalisée tous les cinq ans, les populations de référence des années intermédiaires étant quant à elles estimées par interpolation ou extrapolation. Pour la commune, le premier recensement exhaustif entrant dans le cadre du nouveau dispositif a été réalisé en 2005.

En 2022, la commune comptait 140 habitants, en stagnation par rapport à 2016 (Ardèche : +2,48 %, France hors Mayotte : +2,11 %).
| 1793 | 1800 | 1806 | 1821 | 1831 | 1836 | 1841 | 1846 | 1851 |
| ---- | ---- | ---- | ---- | ---- | ---- | ---- | ---- | ---- |
| 421  | 423  | 460  | 429  | 486  | 482  | 474  | 484  | 487  |

| 1856 | 1861 | 1866 | 1872 | 1876 | 1881 | 1886 | 1891 | 1896 |
| ---- | ---- | ---- | ---- | ---- | ---- | ---- | ---- | ---- |
| 503  | 498  | 482  | 463  | 464  | 475  | 491  | 475  | 487  |

| 1901 | 1906 | 1911 | 1921 | 1926 | 1931 | 1936 | 1946 | 1954 |
| ---- | ---- | ---- | ---- | ---- | ---- | ---- | ---- | ---- |
| 440  | 422  | 423  | 369  | 365  | 267  | 258  | 252  | 173  |

| 1962 | 1968 | 1975 | 1982 | 1990 | 1999 | 2005 | 2006 | 2010 |
| ---- | ---- | ---- | ---- | ---- | ---- | ---- | ---- | ---- |
| 98   | 83   | 69   | 62   | 85   | 98   | 131  | 131  | 128  |

| 2015 | 2020 | 2022 | - | - | - | - | - | - |
| ---- | ---- | ---- | - | - | - | - | - | - |
| 138  | 139  | 140  | - | - | - | - | - | - |

### Enseignement
La commune est rattachée à l'académie de Grenoble.

### Médias
La commune est située dans la zone de distribution de deux organes de la presse écrite :
- L'Hebdo de l'Ardèche

Il s'agit d'un journal hebdomadaire français basé à Valence et couvrant l'actualité de tout le département de l'Ardèche.
- Le Dauphiné libéré

Il s'agit d'un journal quotidien de la presse écrite française régionale distribué dans la plupart des départements de l'ancienne région Rhône-Alpes, notamment l'Ardèche. La commune est située dans la zone d'édition de Privas, Aubenas et de la vallée du Rhône.

### Cultes
La communauté catholique et l'église paroissiale (propriété de la commune) sont rattachées à la paroisse « Sainte Marie Rivier en Val d’Ardèche », elle-même rattachée au diocèse de Viviers.

## Culture locale et patrimoine

### Lieux et monuments
- Église Saint-Cirice de Saint-Cirgues-de-Prades, datée du XIe siecle ou XIIe siecle[20]. Le clocher est remanié avec des créneaux en 1940, à l'initiative de l'abbé[20]. En 2010, le clocher est à nouveau modifié pour retrouver une architecture plus traditionnelle[20].

### Héraldique
|  | Saint-Cirgues-de-Prades possède des armoiries dont l'origine et le blasonnement exact ne sont pas disponibles. |